# Paintsville (Kentucky)
Paintsville város az Amerikai Egyesült Államok Kentucky államában, Johnson megyében, melynek megyeszékhelye is. Lakosainak száma 4312 fő (2020. április 1.).

## Népesség
A település népességének változása:

| 2010 | 3 459 |
| 2020 | 4 312 |